# Taula Rodona (1966-1973)
La Taula Rodona o Taula Rodona Democràtica fou la primera plataforma unitària d'oposició antifranquista que aplegà totes les forces polítiques catalanes des de 1939. Funcionà de l'any 1966 fins al 1973, en què deixà d'existir en dissoldre's en el funcionament de l'Assemblea de Catalunya.

## Origen i fundació
Des del final de la guerra civil s'havien fet dos intents de creació d'organismes unitaris d'oposició, el primer creat el 1945 com Consell Nacional de la Democràcia Catalana, o Comitè Pous i Pagès (1945-1952), i el segon l'any 1958, el Consell de Forces Democràtiques de Catalunya, o Comitè Atmella (1958-1966). Per l'herència de la guerra civil per una banda i la guerra freda per l'altre els organismes creats agrupaven un conjunt de forces polítiques, però excloent sempre els comunistes (PSUC, i en el segon cas, a més, els independentistes del FNC. La creació de La Taula Rodona (Edicions 62, Barcelona 1987) superarà aquesta situació de la mateixa manera que ja ho estaven fent les noves generacions, no marcades per la guerra civil i la guerra freda, col·laborant sense prejudicis a la universitat i al món laboral. La configuració de La Taula Rodona com un organisme veritablement unitari donarà un impuls a l'oposició antifranquista catalana, que es beneficiarà de la capacitat d'organització i adhesió (en els sectors obrers, intel·lectuals i universitaris), el dinamisme, i la capacitat d'orientació dels comunistes catalans (PSUC).
La creació d'una Taula Rodona ("rodona" perquè no hi havia presidència) s'havia intentat sense èxit diverses vegades. Però el 1966 amb els fets la Caputxinada cristal·litzà "de forma espontània i sense problemes". El motiu fou que entre els tancats dins del convent dels caputxins hi havia estudiants, professionals i intel·lectuals de tot l'espectre polític català. Per tant, calia articular la solidaritat cap als tancats sense exclusions. Totes les forces polítiques hi estaven interessades.
Es pot fixar en el dia 9 de març de 1966 la creació de la plataforma. Aquell dia, un cop la policia encerclà el convent, diversos components de les forces polítiques d'oposició, Joan Reventós (MSC), Antoni Gutiérrez Díaz (PSUC), i l'independent Jordi Carbonell, es trobaren per la rodalia i discutiren que calia fer alguna cosa sobre l'afer. Seguidament es reuniren a casa de Jordi Carbonell, en aquesta primera reunió amb propostes de mesures per fer arribar als tancats. En una segona reunió s'incorporà més gent, Joan Armet i Joan Cornudella, fill (FNC), Joan Ballester (Estat Català). l'independent Pere Portabella, Josep Maria Castellet, i una representació d'estudiants del SDEUB i dels seus professors, com Ernest Lluch, que havien quedat fora. Es prengueren acords sobre la futura assistència jurídica als tancats, encarregada als advocats Josep Benet i Agustí de Semir.
Els dies següents es feren tot un seguit de reunions en els despatxos de diferents advocats, Josep Benet, Salvador Casanovas, a què assistiren estudiants, intel·lectuals, gent de partit... de totes les tendències, sense exclusions. L'objectiu era articular la solidaritat amb els tancats: manifestació de familiars, camions de Càritas amb aliments... i centralitzar el màxim d'informació. També fer difusió a les organitzacions i entitats cíviques, als corresponsals estrangers, intel·lectuals de la resta de l'Estat, edició de fulls per la manifestació del dia 17 de març, preparació de l'assessorament jurídic per les posteriors represàlies, recursos per les multes...
El dia 14 de març les reunions continuaren en el despatx de l'advocat Salvador Casanovas i es decidí fer-les setmanalment com Taula Rodona, amb participació a títol personal i no com a representació de l'organització (partit, entitat, sindicat...) de l'assistent. Al cap de cinc o sis reunions s'acordà que aquestes persones que hi assitien podien ser substituïdes per altres del mateix partit, sindicat, moviment o entitat. La Taula Rodona escollí l'independent Pere Portabella com a moderador. Les reunions es feien a cases particulars (P. Portabella) i a altres llocs.
La resposta de La Taula Rodona els dies i setmanes següents als fets de l'entrada de la policia al convent es concentrà en recursos jurídics (sobre la il·legalitat de l'entrada al convent segons el Concordat, fet pels millors especialistes, Tomàs Pou Viver, Agustí de Semir, Eduardo García d'Enterria..., que arribà al Tribunal Suprem), el recurs jurídic contra les sancions econòmiques i la consegüent recerca i recollida de fons per fer front a les multes que van rebre els professionals i intel·lectuals assistents (2.555.000 pessetes de l'época), per la qual cosa es feu una subhasta de quadres a París, l'adscripció d'un advocat defensor qualificat a cada un dels encartats...

## Trajectòria i dissolució
Un cop acabada la Caputxinada la plataforma Taula Rodona continuà reunint-se les setmanes i anys posteriors. S'havia creat de forma pragmàtica i espontània el primer organisme unitari després de la guerra civil. Per primera vegada els comunistes (PSUC) i els independentistes (FNC) seien a la mateixa taula al costat dels democratacristians (UDC), els socialistes (MSC), els d'ERC, els carlins... i les personalitats independents, les entitats cíviques legals... Hi hagué dos factors molt importants per a la seva continuïtat i consolidació. El primer fou la informació: el primer punt de l'ordre del dia de les reunions era sempre la informació del que passava i el que feien els diversos agents. En un context en el qual va néixer, aquest element era importantíssim per a les persones i les organitzacions a les quals representaven, per tenir una visió global de la realitat del que estava succeint i de la qual ningú no disposava pel seu compte. El segon, decisiu, per a la continuïtat fou el fet que no hi hagué discussions ideològiques i/o partidistes sinó que es prenien decisions sobre fets concrets en funció dels drets democràtics.

## Iniciatives
De la trajectòria i l'experiència de funcionament de La Taula Rodona sorgiran diverses iniciatives. Les més importants foren: 1) la creació l'any 1969 de la Comissió Coordinadora de Forces Polítiques de Catalunya, CCFPC, creada per ERC, FNC, MSC, PSUC, i UDC quan arribaren a l'acord d'una alternativa política pròpia; 2) la creació de comissions unitàries de Solidaritat, Amnistia, l'Onze de Setembre, i el Vietnam; i 3) el llançament de la idea i el procés per la constitució, juntament amb la Comissió Coordinadora de Forces Polítiques de Catalunya i l'Assemblea Permanent d'Intel·lectuals Catalans, de l'Assemblea de Catalunya, el 7 de novembre de 1971.
La trajectòria de la Taula Rodona es clourà el 1973, quan l'Assemblea de Catalunya ja s'havia anat consolidant com l'organisme unitari del poble català.